# São Lucas (métro de São Paulo)
São Lucas, est une station de la ligne 15 du métro de São Paulo. Elle est située sur l'avenue Professor Luís Inácio de Anhaia Mello dans le district de São Lucas, à São Paulo au Brésil.

## Situation sur le réseau

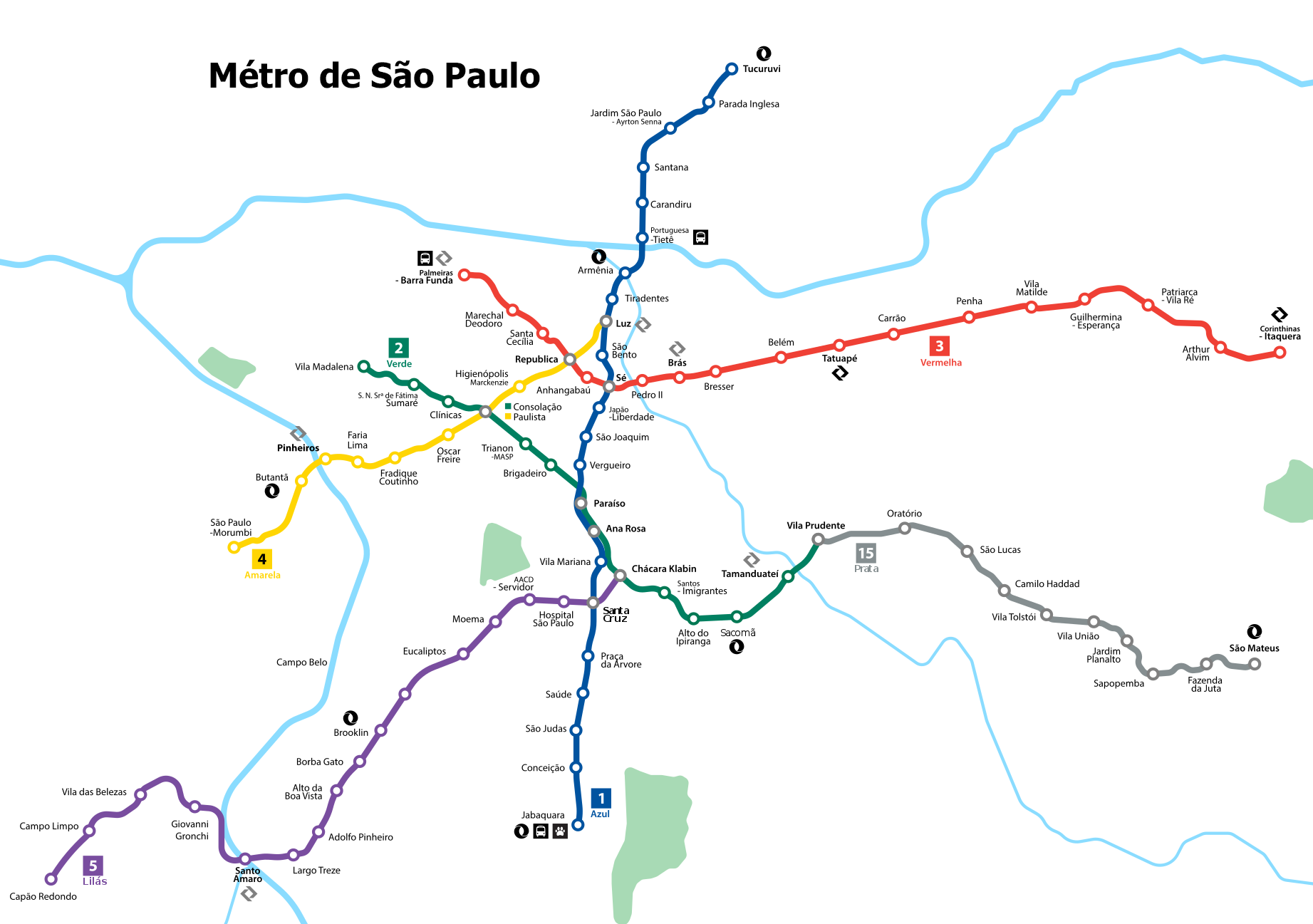
Plan du Métro de São Paulo 2020.

Établie en aérien, la station São Lucas, de la ligne de monorail dite ligne 15 du métro de São Paulo (argent), est située entre la station Oratório, en direction du terminus provisoire ouest Vila Prudente, et la station Camilo Haddad, , en direction du terminus provisoire est Jardim Colonial.

## Histoire
La station São Lucas est mise en service le 6 avril 2018, lors de l'ouverture à l'exploitation du premier prolongement de la ligne Oratório à Vila União.